# Potamocorbula amurensis
A Potamocorbula amurensis é uma espécie de pequeno molusco de água salgada, um molusco bivalve marinho da ordem Myida. Os nomes comuns incluem molusco-asiático, o molusco-do-rio-Amur e a corbula-de-água-salobra. A espécie é nativa de águas marinhas e salobras no norte do Oceano Pacífico, estendendo-se da Sibéria à China, Coréia e Japão.

## Descrição
O Potamocorbula amurensis cresce até um comprimento de cerca de 25 milímetros. O umbo está na metade do lado da dobradiça da concha e a forma de cada válvula é como um triângulo isósceles largo com cantos arredondados. A valva direita é bastante maior do que a esquerda, de modo que se sobrepõe um pouco na margem, o que distingue esta espécie de outras amêijoas semelhantes. A superfície é lisa com escultura concêntrica tênue que é paralela à margem. A cor geral é creme, amarelada ou marrom clara. Em indivíduos jovens, um perióstraco de cor escura cobre a superfície externa de cada válvula, mas em espécimes mais velhos esta pele está amplamente desgastada, exceto por alguns remanescentes enrugados na margem da válvula. A parte da concha enterrada no substrato está limpa, enquanto a parte exposta é frequentemente colonizada por outros organismos que a mancham de cor escura.

## Distribuição e habitat
A área nativa de Potamocorbula amurensis, "do rio Amur" é a Sibéria, China, Coréia e Japão, entre as latitudes de 53° N e 22° N. Também se estabeleceu na Baía de São Francisco. Vive subtidalmente e em planícies de lama intertidais parcialmente enterradas em sedimentos macios. É tolerante a uma ampla gama de salinidades, variando de cerca de uma parte a trinta e três partes por mil. Na Baía de São Francisco é encontrado subtidalmente no inverno à 8 graus Celsius e no verão ocorre em planícies de lama expostas a 23 graus Celsius. Acredita-se que foi transportado através do Pacífico em água de lastro e descarregado acidentalmente na baía por volta de 1986.

## Biologia
Potamocorbula amurensis encontra-se semi-submersa no sedimento, fixando-se no local por meio de alguns fios de bissais. Tem dois sifões curtos, através de um dos quais (o sifão inalante superior) a água é puxada para dentro da concha. Essa água passa pelas brânquias, onde são removidos oxigênio e partículas de alimentos, como bactérias, fitoplâncton e zooplâncton. A água então sai da concha através do sifão exalante inferior. Este molusco torna-se sexualmente maduro com a idade de alguns meses. Uma única fêmea pode produzir entre 45 000 e 220 000 ovos. Estes são fertilizados externamente e passam cerca de 18 dias como larvas planctônicas velígeras que podem se dispersar para outras áreas, antes de se estabelecer no fundo do mar.

## Espécies invasivas
Existem preocupações sobre Potamocorbula amurensis como uma espécie invasora na Baía de São Francisco, onde se estabeleceu na década de 1980. Tem prosperado lá e em alguns lugares está presente em densidades de mais de 10 000 indivíduos por metro quadrado. Ele compete com e supera as espécies nativas e interrompe as cadeias alimentares filtrando o fitoplâncton e o zooplâncton da água e, consequentemente, privando os peixes juvenis de seu alimento planctônico. Outra espécie invasora, o caranguejo verde europeu, Carcinus maenas, que chegou à Baía de São Francisco por volta de 1990, pode controlar o P. amurensis. O caranguejo verde come vorazmente mexilhões, incluindo P. amurensis, mas pode ter outras consequências inesperadas.